# Olympische Jugend-Sommerspiele 2010/Teilnehmer (Schweiz)
| Gelbes Symbol für Goldmedaillen mit stilisierten Olympischen Ringen | Graues Symbol für Silbermedaillen mit stilisierten Olympischen Ringen | Braundes Symbol für Bronzemedaillen mit stilisierten Olympischen Ringen |
| ------------------------------------------------------------------- | --------------------------------------------------------------------- | ----------------------------------------------------------------------- |
| —                                                                   | 1                                                                     | 2                                                                       |

Die Schweizer Jugend-Olympiamannschaft nahm an den I. Olympischen Jugend-Sommerspielen vom 14. bis 26. August 2010 in Singapur mit 22 Athleten und Athletinnen teil.
Die Schweiz erzielte eine Silber- und zwei Bronzemedaillen. Darüber hinaus wurde in einem Mannschaftswettbewerb eine nationenübergreifende Goldmedaille gewonnen, die aber nicht in die offizielle Nationenwertung einfloss.

## Medaillen

### Medaillenspiegel
Die Angabe der Anzahl der Wettbewerbe bezieht sich auf die mit Schweizer Beteiligung.
| Rang   | Sportart       | Goldmedaille – Olympiasieger | Silbermedaille – 2. Platz | Bronzemedaille – 3. Platz | Gesamt | Wettbewerbe |
| ------ | -------------- | ---------------------------- | ------------------------- | ------------------------- | ------ | ----------- |
| 1      | Leichtathletik | —                            | 1                         | 1                         | 2      | 3           |
| 2      | Schiessen      | —                            | —                         | 1                         | 1      | 3           |
| Gesamt | Gesamt         | 0                            | 1                         | 2                         | 3      |             |

### Medaillengewinner

#### Gold
| Name         | Sportart | Wettkampf        |
| ------------ | -------- | ---------------- |
| Martin Fuchs | Reiten   | Springen Mixed * |

#### Silber
| Name              | Sportart       | Wettkampf |
| ----------------- | -------------- | --------- |
| Andrina Schläpfer | Leichtathletik | 1000 m    |

#### Bronze
| Name            | Sportart       | Wettkampf       |
| --------------- | -------------- | --------------- |
| Noemi Zbären    | Leichtathletik | 100 m Hürden    |
| Jasmin Mischler | Schiessen      | Luftgewehr 10 m |

## Teilnehmer nach Sportarten

### Bogenschiessen
| Athleten                       | Platzierungsrunde | Platzierungsrunde | Sechzehntelfinal   | Sechzehntelfinal | Achtelfinal   | Achtelfinal   | Viertelfinal  | Viertelfinal  | Halbfinal     | Halbfinal     | Final / Platz 3 | Final / Platz 3 | Rang |
| Athleten                       | Ringe             | Rang              | Gegner             | Ergebnis         | Gegner        | Ergebnis      | Gegner        | Ergebnis      | Gegner        | Ergebnis      | Gegner          | Ergebnis        | Rang |
| ------------------------------ | ----------------- | ----------------- | ------------------ | ---------------- | ------------- | ------------- | ------------- | ------------- | ------------- | ------------- | --------------- | --------------- | ---- |
| Knaben                         |                   |                   |                    |                  |               |               |               |               |               |               |                 |                 |      |
| Axel Müller                    | 616               | 15                | Witalij Komonjuk   | 6:2              | Park Min-bum  | 0:6           | ausgeschieden | ausgeschieden | ausgeschieden | ausgeschieden | ausgeschieden   | ausgeschieden   | 9    |
| Mixed                          |                   |                   |                    |                  |               |               |               |               |               |               |                 |                 |      |
| Laurie Lecointre / Axel Müller | –                 | –                 | Sorsa / Tsybzhitov | 4:6              | ausgeschieden | ausgeschieden | ausgeschieden | ausgeschieden | ausgeschieden | ausgeschieden | ausgeschieden   | ausgeschieden   | 17   |

### Fechten
| Mädchen         |       |                        |     |             |       |
| Pauline Brunner | Degen | Rania Herlina Rahardja | 4:3 | Amy Radford | 13:15 |
| Pauline Brunner | Degen | Damyan Jaqman          | 5:3 | Amy Radford | 13:15 |
| Pauline Brunner | Degen | Katherine Holmes       | 1:5 | Amy Radford | 13:15 |
| Pauline Brunner | Degen | Lin Sheng              | 1:5 | Amy Radford | 13:15 |
| Pauline Brunner | Degen | Alberta Santuccio      | 1:5 | Amy Radford | 13:15 |
| Pauline Brunner | Degen | Martyna Swatowska      | 3:5 | Amy Radford | 13:15 |

### Leichtathletik
Laufen und Gehen 
| Athleten          | Wettbewerb   | Vorlauf     | Vorlauf | Final       | Final | Rang   |
| Athleten          | Wettbewerb   | Zeit        | Rang    | Zeit        | Rang  | Rang   |
| ----------------- | ------------ | ----------- | ------- | ----------- | ----- | ------ |
| Mädchen           |              |             |         |             |       |        |
| Andrina Schläpfer | 1000 m       | 2:46,09 min | 3       | 2:43,84 min | 2     | Silber |
| Noemi Zbären      | 100 m Hürden | 13,78 s     | 5       | 13,50 s     | 3     | Bronze |

 Springen und Werfen 
| Athleten       | Wettbewerb | Qualifikation | Qualifikation | Final      | Final | Rang |
| Athleten       | Wettbewerb | Weite/Höhe    | Rang          | Weite/Höhe | Rang  | Rang |
| -------------- | ---------- | ------------- | ------------- | ---------- | ----- | ---- |
| Mädchen        |            |               |               |            |       |      |
| Nathalie Meier | Speerwurf  | 49,43 m       | 4             | 48,61 m    | 7     | 7    |

### Radsport
Cross-Country  
| Knaben          |               |         |    |    |
| Michael Stuenzi | Cross-Country | 1:03:12 | 12 | 61 |
| Mädchen         |               |         |    |    |
| Linda Indergand | Cross-Country | 47:06   | 2  | 5  |

 Zeitfahren  
| Knaben          |            |         |    |    |
| Marc Schaerli   | Zeitfahren | 4:19,00 | 19 | 30 |
| Mädchen         |            |         |    |    |
| Linda Indergand | Zeitfahren | 3:18,00 | 1  | 1  |

 BMX  
| Athleten        | Wettbewerb | Runde  | Runde | Viertelfinal | Viertelfinal | Viertelfinal | Viertelfinal | Viertelfinal | Viertelfinal | Viertelfinal | Halbfinal | Halbfinal | Halbfinal | Halbfinal | Halbfinal | Halbfinal | Halbfinal | Final  | Final | Final  |
| Athleten        | Wettbewerb | Runde  | Runde | Lauf 1       | Lauf 1       | Lauf 2       | Lauf 2       | Lauf 3       | Lauf 3       | Rang         | Lauf 1    | Lauf 1    | Lauf 2    | Lauf 2    | Lauf 3    | Lauf 3    | Rang      | Final  | Final | Final  |
| Athleten        | Wettbewerb | Zeit   | Rang  | Zeit         | Rang         | Zeit         | Rang         | Zeit         | Rang         | Rang         | Zeit      | Rang      | Zeit      | Rang      | Zeit      | Rang      | Rang      | Zeit   | Rang  | Punkte |
| --------------- | ---------- | ------ | ----- | ------------ | ------------ | ------------ | ------------ | ------------ | ------------ | ------------ | --------- | --------- | --------- | --------- | --------- | --------- | --------- | ------ | ----- | ------ |
| Knaben          |            |        |       |              |              |              |              |              |              |              |           |           |           |           |           |           |           |        |       |        |
| Romain Tanniger | BMX        | 32,582 | 9     | 32,971       | 4            | 33,456       | 4            | 32,383       | 2            | 3 Q          | 32,552    | 2         | 1:16,465  | 8         | 33,047    | 4         | 4 Q       | 33,786 | 8     | 45     |
| Mädchen         |            |        |       |              |              |              |              |              |              |              |           |           |           |           |           |           |           |        |       |        |
| Linda Indergand | BMX        | 42,196 | 8     | 41,419       | 3            | 41,222       | 2            | 41,141       | 2            | 2 Q          | 40,193    | 4         | 39,878    | 4         | 40,242    | 4         | 4 Q       | 39,644 | 8     | 24     |

 Strassenrennen 
| Knaben          |                |         |     |    |
| Michael Stuenzi | Strassenrennen | 1:05:44 | 7   | 40 |
| Marc Schaerli   | Strassenrennen | 1:05:44 | 22  |    |
| Romain Tanniger | Strassenrennen | DNF     | DNF |    |

 Gesamt 
| Mannschaft                                                    | Wettbewerb | Cross-Country Punkte | Cross-Country Punkte | Zeitfahren Punkte | Zeitfahren Punkte | BMX Punkte | BMX Punkte | Strassenrennen Punkte | Gesamt | Rang |
| Mannschaft                                                    | Wettbewerb | Knaben               | Mädchen              | Knaben            | Mädchen           | Knaben     | Mädchen    | Strassenrennen Punkte | Gesamt | Rang |
| ------------------------------------------------------------- | ---------- | -------------------- | -------------------- | ----------------- | ----------------- | ---------- | ---------- | --------------------- | ------ | ---- |
| Linda Indergand Michael Stuenzi Marc Schaerli Romain Tanniger | Mixed      | 61                   | 5                    | 30                | 1                 | 45         | 24         | 40                    | 206    | 5    |

### Reiten
| Athleten                                                                            | Pferd                                                                         | Wettbewerb          | Runde 1     | Runde 1     | Runde 1 | Runde 2     | Runde 2     | Runde 2 | Gesamt | Jump-Off    | Jump-Off                    | Rang |
| Athleten                                                                            | Pferd                                                                         | Wettbewerb          | Strafpunkte | Strafpunkte | Rang    | Strafpunkte | Strafpunkte | Rang    | Gesamt | Strafpunkte | Zeit                        | Rang |
| Athleten                                                                            | Pferd                                                                         | Wettbewerb          | Sprung      | Zeit        | Rang    | Sprung      | Zeit        | Rang    | Gesamt | Strafpunkte | Zeit                        | Rang |
| ----------------------------------------------------------------------------------- | ----------------------------------------------------------------------------- | ------------------- | ----------- | ----------- | ------- | ----------- | ----------- | ------- | ------ | ----------- | --------------------------- | ---- |
| Martin Fuchs                                                                        | Midnight Mist                                                                 | Springen Einzel     | 8           | 0           | 16      | 0           | 0           | 1       | 8      |             |                             | 9    |
| Martin Fuchs Wojciech Dahlke Valentina Isoardi Carian Scudamore Nicola Philippaerts | Midnight Mist Travelling Soldier Alloria Thomas Mighty Mcgyver Gippsland Girl | Springen Mannschaft | 0 12 28 0 4 | 0           | 1       | 0 4 16 0 4  | 0           | 2       | 8      | 0 24 4 DNS  | 45,30 49,19 54,92 46,54 DNS | Gold |

### Rudern
| Athleten           | Wettbewerb | Vorlauf     | Vorlauf | Hoffnungslauf | Hoffnungslauf | Halbfinal   | Halbfinal | Final       | Final | Rang |
| Athleten           | Wettbewerb | Zeit        | Rang    | Zeit          | Rang          | Zeit        | Rang      | Zeit        | Rang  | Rang |
| ------------------ | ---------- | ----------- | ------- | ------------- | ------------- | ----------- | --------- | ----------- | ----- | ---- |
| Knaben             |            |             |         |               |               |             |           |             |       |      |
| Augustin Maillefer | Einer      | 3:32,84 min | 4       | 3:35,45 min   | 2             | 3:39,76 min | 6         | 3:30,61 min | 3     | 9    |

### Schiessen
| Knaben          |                  |     |    |               |               |               |               |               |               |
| Jan Lockbihler  | 10 m Luftgewehr  | 582 | 14 | ausgeschieden | ausgeschieden | ausgeschieden | ausgeschieden | ausgeschieden | ausgeschieden |
| Mädchen         |                  |     |    |               |               |               |               |               |               |
| Eliane Dohner   | 10 m Luftpistole | 373 | 7  | 86,3          | 459,3         | 8             |               |               |               |
| Jasmin Mischler | 10 m Luftgewehr  | 395 | 4  | 103,1         | 498,1         | Bronze        |               |               |               |

### Schwimmen
| Athleten               | Wettbewerb          | Vorlauf     | Vorlauf | Halbfinal     | Halbfinal     | Final         | Final         |
| Athleten               | Wettbewerb          | Zeit        | Rang    | Zeit          | Rang          | Zeit          | Rang          |
| ---------------------- | ------------------- | ----------- | ------- | ------------- | ------------- | ------------- | ------------- |
| Knaben                 |                     |             |         |               |               |               |               |
| Yannick Käser          | 100 m Brust         | 1:05,19 min | 15      | 1:04,64 min   | 10            | ausgeschieden | ausgeschieden |
| Yannick Käser          | 200 m Brust         | 2:19,78 min | 9       | –             | –             | 2:17,78 min   | 6             |
| Mädchen                |                     |             |         |               |               |               |               |
| Danielle Villars       | 100 m Freistil      | 57,59 s     | 7       | 57,22 s       | 7             | 57,72 s       | 8             |
| Danielle Villars       | 200 m Freistil      | 2:03,56 min | 5       | –             | –             | 2:04,89 min   | 8             |
| Danielle Villars       | 200 m Rücken        | 2:19,31 min | 17      | –             | –             | ausgeschieden | ausgeschieden |
| Danielle Villars       | 50 m Schmetterling  | 28,64 s     | 14      | 28,59 s       | 14            | ausgeschieden | ausgeschieden |
| Danielle Villars       | 100 m Schmetterling | 1:02,80 min | 18      | ausgeschieden | ausgeschieden | ausgeschieden | ausgeschieden |
| Annick van Westerndorp | 200 m Freistil      | 2:04,59     | 12      | –             | –             | ausgeschieden | ausgeschieden |
| Annick van Westerndorp | 400 m Freistil      | 4:20,17 s   | 9       | –             | –             | ausgeschieden | ausgeschieden |
| Annick van Westerndorp | 200 m Schmetterling | 2:20,91 min | 18      | –             | –             | ausgeschieden | ausgeschieden |

### Segeln
| Athleten            | Wettbewerb | Rennen | Rennen | Rennen | Rennen | Rennen | Rennen | Rennen | Rennen | Rennen | Rennen | Rennen | Rennen | Punkte | Rang |
| Athleten            | Wettbewerb | 1      | 2      | 3      | 4      | 5      | 6      | 7      | 8      | 9      | 10     | 11     | M      | Punkte | Rang |
| ------------------- | ---------- | ------ | ------ | ------ | ------ | ------ | ------ | ------ | ------ | ------ | ------ | ------ | ------ | ------ | ---- |
| Knaben              |            |        |        |        |        |        |        |        |        |        |        |        |        |        |      |
| Sebastien Schneiter | Byte CII   | 22     | 21     | 11     | 10     | 25     | 19     | 16     | DSQ    | 7      | 10     | 21     | 20     | 157    | 22   |
| Mädchen             |            |        |        |        |        |        |        |        |        |        |        |        |        |        |      |
| Alexandra Rayroux   | Byte CII   | 3      | 3      | 17     | 9      | 8      | 6      | 9      | 16     | 21     | OCS    | 19     | 18     | 108    | 13   |

### Trampolinturnen
| Athleten       | Wettbewerb | Qualifikation | Qualifikation | Final  | Final | Rang |
| Athleten       | Wettbewerb | Punkte        | Rang          | Punkte | Rang  | Rang |
| -------------- | ---------- | ------------- | ------------- | ------ | ----- | ---- |
| Mädchen        |            |               |               |        |       |      |
| Simone Scherer | Mehrkampf  | 58'000        | 8             | 31'200 | 7     |      |

### Turnen
| Athleten        | Wettbewerb | Qualifikation | Qualifikation | Final         | Final         | Rang |
| Athleten        | Wettbewerb | Punkte        | Rang          | Punkte        | Rang          | Rang |
| --------------- | ---------- | ------------- | ------------- | ------------- | ------------- | ---- |
| Knaben          |            |               |               |               |               |      |
| Oliver Hegi     | Mehrkampf  | 81'000        | 19            | ausgeschieden | ausgeschieden | 19   |
| Mädchen         |            |               |               |               |               |      |
| Nadia Baeriswyl | Mehrkampf  | 50'250        | 20            | ausgeschieden | ausgeschieden | 20   |